# Sachi Kagawa
Sachi Kagawa (香川 幸 Kagawa Sachi?) fue un futbolista japonés que se desempeñaba como delantero.
Kagawa fue elegido para integrar la selección nacional de Japón para los Juegos del Lejano Oriente de 1925, donde disputó 2 encuentros.

## Trayectoria

### Clubes
| Club            | País  | Año  |
| --------------- | ----- | ---- |
| Rijo Shukyu-Dan | Japón | ???? |

### Selección nacional
| Selección | País  | Año  |
| --------- | ----- | ---- |
| Absoluta  | Japón | 1925 |

## Estadística de equipo nacional
| Selección de Japón | Selección de Japón | Selección de Japón |
| Año                | Part.              | Goles              |
| ------------------ | ------------------ | ------------------ |
| 1925               | 2                  | 0                  |
| Total              | 2                  | 0                  |

## Palmarés

### Títulos nacionales
| Título             | Club            | País  | Año  |
| ------------------ | --------------- | ----- | ---- |
| Copa del Emperador | Rijo Shukyu-Dan | Japón | 1924 |
| Copa del Emperador | Rijo Shukyu-Dan | Japón | 1925 |